# Gildemeister
Gildemeister AG — німецька інженерна компанія, є однією з найбільших виробників верстатів у Німеччині і у всьому світі, а також провідним виробником токарних і фрезерних верстатів під управлінням ЧПК. Компанія заснована в Білефельді 1870 року.
16 листопада 2011 року в Росії голова правління компанії Gildemeister AG Рюдігер Капіца і губернатор Ульяновської області Сергій Морозов підписали угоду про будівництво верстатобудівного заводу Gildemeister AG в Росії.